# Dương Kích Nhưỡng
Dương Kích Nhưỡng (15 tháng 10 năm 1932 – 9 tháng 5 năm 2014) là kỹ sư và chính khách Việt Nam Cộng hòa, nguyên Tổng trưởng Bộ Công chánh và Phó Thủ tướng Việt Nam Cộng hòa.

## Tiểu sử
Dương Kích Nhưỡng sinh ngày 15 tháng 10 năm 1932 tại Mỹ Tho, Nam Kỳ, Liên bang Đông Dương. 
Ông từng theo học Trường Trung học Mỹ Tho. Tốt nghiệp Đại học Grenoble ở Pháp năm 1954, chuyên ngành kỹ thuật thủy lực.
Từ năm 1964 đến năm 1965, ông được bổ nhiệm làm Tổng Giám đốc Tập đoàn Điện lực Việt Nam. Từ năm 1967 đến năm 1969, ông giữ chức vụ Giám đốc Công ty Kỹ nghệ Giấy Việt Nam. Ông lên làm Tổng trưởng Bộ Công chánh Việt Nam Cộng hòa nhiệm kỳ 1969–1975 dưới thời nội các của Đại tướng Trần Thiện Khiêm.
Sau sự kiện 30 tháng 4 năm 1975, ông bắt tay hợp tác với chế độ mới được một thời gian ngắn. Sau này, trước khi rời khỏi Việt Nam, ông có nói với Võ Văn Kiệt: "Ước mơ của các anh rất đẹp, nhưng các anh làm như thế này là không được. Đi đâu cũng nghe nói tới nghị quyết, làm cái gì cũng chỉ theo tinh thần nghị quyết này, chủ trương kia thay vì theo pháp luật. Trị nước mà bằng nghị quyết và chỉ thị chung chung thì không được". Khi vừa mới sang định cư tại nước Mỹ, ông còn là thành viên của Hội Ái hữu Công Chánh.
Ông qua đời ngày 9 tháng 5 năm 2014 tại San Jose, California, Hoa Kỳ.

## Vinh danh

### Trong nước
- Bảo quốc Huân chương (1963)[3]
- Kinh tế Bội tinh (1969)[3]

### Nước ngoài
- Huân chương Cảnh tinh Đại thụ Trung Hoa Dân Quốc[10]

## Đời tư
Theo cuốn Who's who in Vietnam xuất bản năm 1974 cho biết Dương Kích Nhưỡng là người thờ cúng tổ tiên và chưa lập gia đình.